# La Bâtie-Neuve
Pour les articles homonymes, voir Bâtie.
La Bâtie-Neuve est une commune française située dans le département des Hautes-Alpes, en région Provence-Alpes-Côte d'Azur.
Ses habitants sont appelés les Bastidons.

## Géographie

### Situation
La Bâtie-Neuve est située au sud du massif des Écrins, sur le versant sud d'une arête montagneuse qui s'étend du sommet du Piolit (alt. 2 464 mètres) jusqu'au belvédère de la tour Saint-Philippe. Le village est établi dans la plaine, sur un seuil peu marqué qui sépare le bassin de la Luye et celui de l'Avance.
La Bâtie-Neuve est à 10 kilomètres de Gap, et à une quinzaine de kilomètres du lac de Serre-Ponçon.

### Climat
Pour des articles plus généraux, voir Climat de Provence-Alpes-Côte d'Azur et Climat des Hautes-Alpes.
En 2010, le climat de la commune est de type climat méditerranéen altéré, selon une étude du Centre national de la recherche scientifique s'appuyant sur une série de données couvrant la période 1971-2000. En 2020, Météo-France publie une typologie des climats de la France métropolitaine dans laquelle la commune est exposée à un climat de montagne ou de marges de montagne et est dans la région climatique Alpes du sud, caractérisée par une pluviométrie annuelle de 850 à 1 000 mm, minimale en été.
Pour la période 1971-2000, la température annuelle moyenne est de 9,6 °C, avec une amplitude thermique annuelle de 18,1 °C. Le cumul annuel moyen de précipitations est de 1 022 mm, avec 7,2 jours de précipitations en janvier et 5,7 jours en juillet. Pour la période 1991-2020, la température moyenne annuelle observée sur la station météorologique de Météo-France la plus proche, « Gap », sur la commune de Gap à 9 km à vol d'oiseau, est de 11,5 °C et le cumul annuel moyen de précipitations est de 863,3 mm. 
La température maximale relevée sur cette station est de 38,2 °C, atteinte le 23 août 2023 ; la température minimale est de −15,3 °C, atteinte le 5 février 2012,,.
Les paramètres climatiques de la commune ont été estimés pour le milieu du siècle (2041-2070) selon différents scénarios d'émission de gaz à effet de serre à partir des nouvelles projections climatiques de référence DRIAS-2020. Ils sont consultables sur un site dédié publié par Météo-France en novembre 2022.

### Communes limitrophes

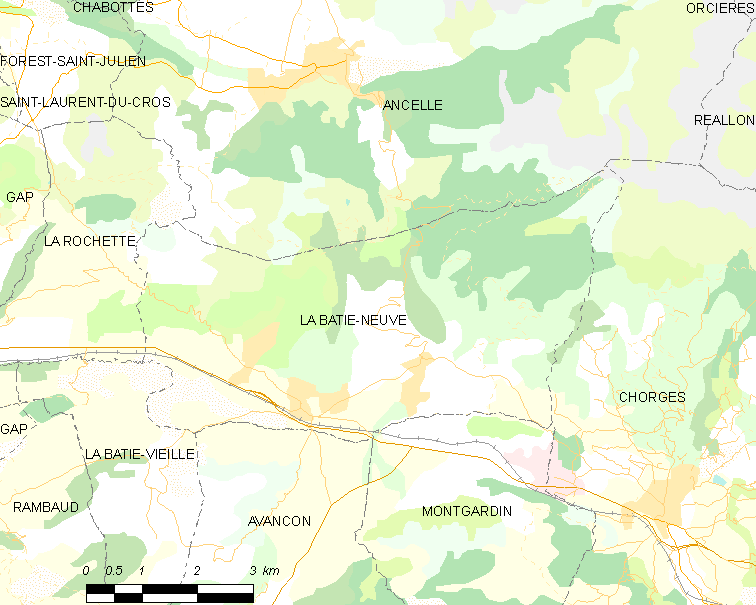

- Chorges
- Montgardin
- Avançon
- La Bâtie-Vieille
- La Rochette
- Ancelle

### Voies de communication et transports
La commune est traversée d'ouest en est par la route nationale 94 reliant Gap à Embrun, Briançon et la frontière italienne (Montgenèvre), axe de circulation important depuis l'antiquité romaine (l'ancienne Via Domitia). Primitivement, la route traversait le vieux village ; puis elle a été retracée le long du rempart nord ; aujourd'hui une déviation contourne le village par le sud.
En direction du nord-est, la D 14 monte vers La Rochette et le col de Manse, et rejoint à Brutinel la route nationale 85 vers Grenoble. Cet itinéraire secondaire, au tracé difficile, permet d'éviter la traversée de Gap.
La voie ferrée Gap - Briançon traverse aussi la commune, mais l'ancienne gare de la Bâtie-Neuve - le Laus est fermée à tout trafic. Les gares les plus proches sont celles de Gap et de Chorges.

## Urbanisme

### Typologie
Au 1er janvier 2024, La Bâtie-Neuve est catégorisée bourg rural, selon la nouvelle grille communale de densité à 7 niveaux définie par l'Insee en 2022.
Elle est située hors unité urbaine. Par ailleurs la commune fait partie de l'aire d'attraction de Gap, dont elle est une commune de la couronne,. Cette aire, qui regroupe 73 communes, est catégorisée dans les aires de 50 000 à moins de 200 000 habitants,.

### Occupation des sols
L'occupation des sols de la commune, telle qu'elle ressort de la base de données européenne d’occupation biophysique des sols Corine Land Cover (CLC), est marquée par l'importance des forêts et milieux semi-naturels (58,3 % en 2018), en augmentation par rapport à 1990 (57,3 %). La répartition détaillée en 2018 est la suivante : 
forêts (32,6 %), milieux à végétation arbustive et/ou herbacée (22,7 %), zones agricoles hétérogènes (18,1 %), terres arables (15 %), zones urbanisées (5,1 %), prairies (3,5 %), espaces ouverts, sans ou avec peu de végétation (3,1 %).
L'évolution de l’occupation des sols de la commune et de ses infrastructures peut être observée sur les différentes représentations cartographiques du territoire : la carte de Cassini (XVIIIe siècle), la carte d'état-major (1820-1866) et les cartes ou photos aériennes de l'IGN pour la période actuelle (1950 à aujourd'hui).

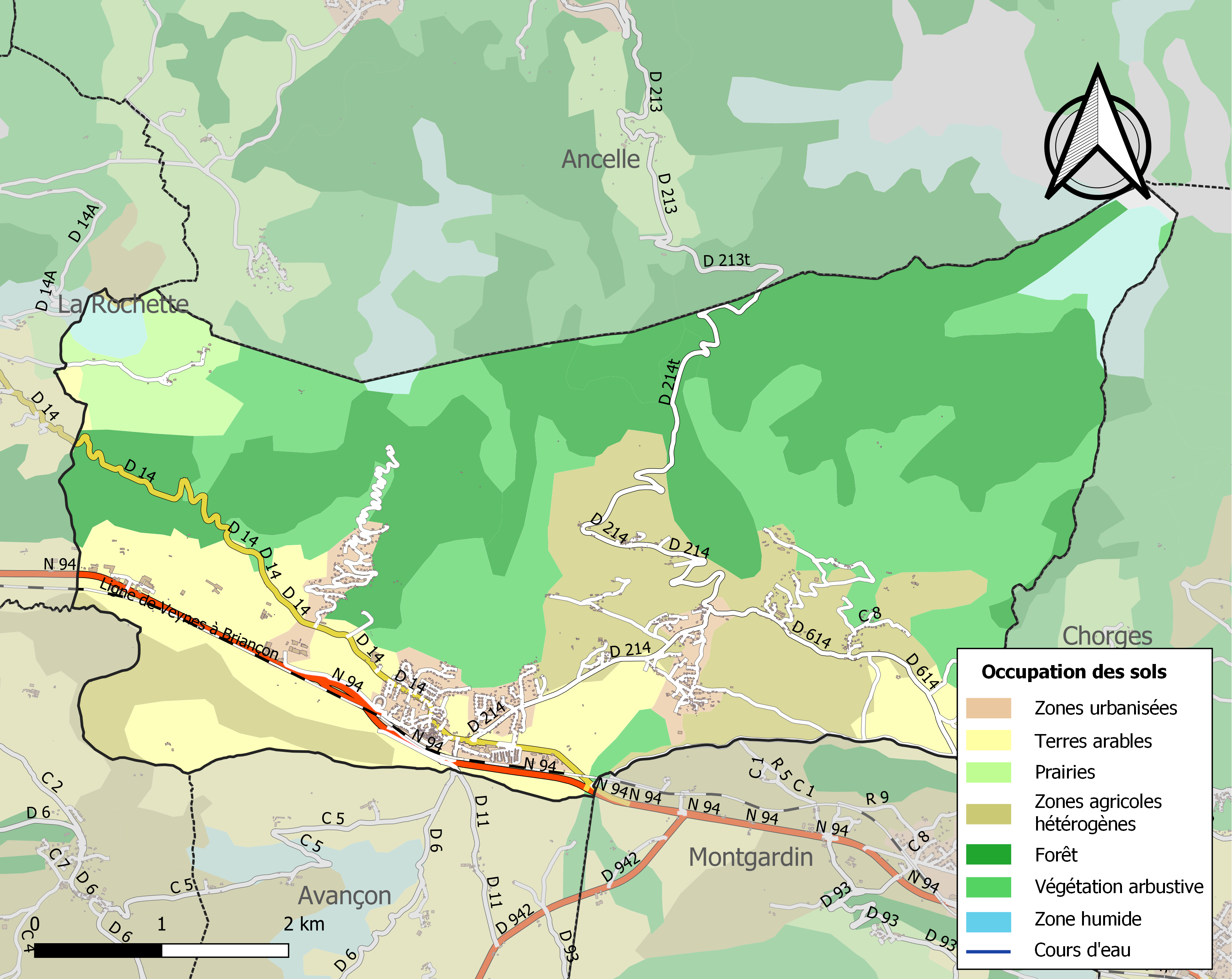
Carte de l'occupation des sols de la commune en 2018 (CLC).

## Toponymie
Le nom de la localité est attesté en 953 et se retrouve dans une bulle papale du pape Agapet II conservée aux archives vaticanes. Le lieu « Locus sanctus Sebastianus, parrochia » est consacré et placé sous la protection de saint Sébastien.
La construction du château, neuf par rapport à celui de la Bâtie-Vieille, verra l'apparition du toponyme « Bâtie-Neuve ». Ce nouveau toponyme est attesté en 1225 sous sa forme vivaro-alpine.

## Histoire
La commune a été habitée dès la Préhistoire  et ses habitants avaient édifié un dolmen à 500 m au sud-ouest du hameau de Saint Pancrace. Découvert en 1938, alors que les carriers avaient déjà commencé à l'exploiter, il fut fouillé peu de temps après et donna lieu à une publication dans l'« Illustration » du 12 novembre 1938. Seule sa dalle de couverture en grès est visible aujourd'hui (informations gracieusement communiquées par le conservateur du Musée de Gap).
En 1152, une bulle papale confirme aux moines italiens de Bréma l'église de Monte Rovoreo, aujourd'hui Montreviol, hameau de la Bâtie-Neuve.
La paroisse de la Bâtie-Neuve, sous le vocable de saint Pancrace, remonte au moins au XIIIe siècle. En 1516, il y avait, non loin du village, une chapelle de Saint-Pancrace, but de pèlerinage pour les populations environnantes.
En 1616, elle existait encore et, en outre, on avait fondé dans cette église une chapelle de Sainte-Marie-Madeleine.
En 1708, nous en trouvons quatre nouvelles, celles de Notre-Dame-de-Consolation, de Notre-Dame-de-Confort, de Sainte-Catherine, et une dernière fondée par Marguerite Argence.
Il existait autrefois, dans cette paroisse, un prieuré de Notre-Dame-de-Tournefort. Ruiné pendant les guerres de Religion, il fut réduit en simple chapellenie et uni à la cure (1616).
L'évêque de Gap était collateur de la cure et principal décimateur de la paroisse. Jusqu'en 1516, la Bâtie-Neuve avait fait partie de l'archiprêtré du Champsaur ; avant 1576, il fut uni pour toujours à celui du Gapençais.
Jusqu'au XVe siècle, la Bâtie-Neuve dépendit de la châtellenie du Champsaur et du bailliage du Graisivaudan ; en 1463, on l'avait joint à celui de Gap. L'évêque prétendait, à cette époque, que le hameau de Montreviol devait également dépendre du Gapençais,  le gouverneur du Dauphiné instruisit et débouta en 1463 l’évêque de ses prétentions sur Montreviol. Ce prélat avait à la Bâtie une juridiction seigneuriale qu'il exerçait par le juge des châteaux épiscopaux, résidant à Gap au XVIIe siècle, et dont les jugements pouvaient être portés en appel au vibailliage delphinal. La Bâtie-Neuve dépendait de l'élection et de la subdélégation de Gap. lorsque l’évêque voulut étendre sa juridiction.
L'évêque de Gap était, depuis une époque fort ancienne, seigneur de la Bâtie ; en 1591, il fut obligé de le vendre à Étienne de Bonne d'Auriac, pour payer les dettes contractées pendant les guerres de Religion.
- La Fai͏̈encerie de La Bâtie-Neuve : la première tentative pour substituer une industrie locale à l'industrie étrangère émane de M. César d'Agoult, conseiller au parlement et seigneur de La Bâtie-Neuve. En 1755, il fit venir un potier de Moustiers, l'installa dans le château même de La Bâtie, obtint une subvention de l'intendant du Dauphiné et se mit à fabriquer de la faïence.

## Politique et administration

### Liste des maires
| Période                                  | Période                   | Identité                          | Étiquette       | Qualité |
| ---------------------------------------- | ------------------------- | --------------------------------- | --------------- | --- |
| ca. 1859                                 |                           | Hippolyte Davin                   |                 | Propriétaire, juge de paix à Ribiers Conseiller général de La Bâtie-Neuve (1852 → 1867) |
| ?                                        | ?                         | Joseph Escallier fils (1868-1948) | RG              | Notaire Conseiller général de La Bâtie-Neuve (1910 → 1937) |
| Les données manquantes sont à compléter. |                           |                                   |                 | |
| mars 1983                                | mars 2008                 | Yves Hernandez                    | PS              | |
| mars 2008                                | En cours (au 23 mai 2020) | Joël Bonnaffoux,                  | PS puis LREM-RE | Cadre retraité Conseiller départemental de Chorges (2015 → ) Conseiller général de La Bâtie-Neuve (1998 → 2015) Président de la CC Serre-Ponçon Val d'Avance (2017 → ) Président de la CC de la Vallée de l'Avance (2014 → 2016) |
| Les données manquantes sont à compléter. |                           |                                   |                 | |

### Intercommunalité
La Bâtie-Neuve fait partie :
- de 2000 à 2017, de la communauté de communes de la vallée de l'Avance, dont elle est le siège ;
- à partir du 1er janvier 2017, de la communauté de communes Serre-Ponçon Val d'Avance, dont elle sera le siège[17].

## Population et société

### Démographie
L'évolution du nombre d'habitants est connue à travers les recensements de la population effectués dans la commune depuis 1793. Pour les communes de moins de 10 000 habitants, une enquête de recensement portant sur toute la population est réalisée tous les cinq ans, les populations de référence des années intermédiaires étant quant à elles estimées par interpolation ou extrapolation. Pour la commune, le premier recensement exhaustif entrant dans le cadre du nouveau dispositif a été réalisé en 2006.

En 2022, la commune comptait 2 611 habitants, en évolution de +4,19 % par rapport à 2016 (Hautes-Alpes : +0,4 %, France hors Mayotte : +2,11 %).
| 1793 | 1800 | 1806 | 1821 | 1831 | 1836 | 1841 | 1846 | 1851 |
| ---- | ---- | ---- | ---- | ---- | ---- | ---- | ---- | ---- |
| 808  | 794  | 851  | 716  | 855  | 821  | 830  | 905  | 851  |

| 1856 | 1861 | 1866 | 1872 | 1876 | 1881 | 1886 | 1891 | 1896 |
| ---- | ---- | ---- | ---- | ---- | ---- | ---- | ---- | ---- |
| 840  | 767  | 798  | 766  | 773  | 947  | 820  | 752  | 694  |

| 1901 | 1906 | 1911 | 1921 | 1926 | 1931 | 1936 | 1946 | 1954 |
| ---- | ---- | ---- | ---- | ---- | ---- | ---- | ---- | ---- |
| 656  | 623  | 620  | 554  | 608  | 573  | 638  | 518  | 474  |

| 1962 | 1968 | 1975 | 1982 | 1990  | 1999  | 2006  | 2011  | 2016  |
| ---- | ---- | ---- | ---- | ----- | ----- | ----- | ----- | ----- |
| 528  | 510  | 627  | 837  | 1 327 | 1 687 | 1 976 | 2 431 | 2 506 |

| 2021  | 2022  | - | - | - | - | - | - | - |
| ----- | ----- | - | - | - | - | - | - | - |
| 2 595 | 2 611 | - | - | - | - | - | - | - |

### Enseignement
La Bâtie-Neuve dépend de l'académie d'Aix-Marseille. L'école élémentaire communale compte plus de 300 enfants (maternelle + primaire). Depuis septembre 2009, le collège de la Bâtie-Neuve accueille plus de 350 collégiens de tout le canton et la commune de Chorges.

### Santé
Une maison de Santé est inaugurée en décembre 2024.
Elle regroupe différents professionnels de santé tels que médecins, kinésithérapeutes, ostéopathe et infirmieres liberales.

Une pharmacie se trouve également dans le village.

### Cultes
La paroisse catholique de la Bâtie-Neuve fait partie du diocèse de Gap et d'Embrun. Pour la pastorale, elle est regroupée avec les paroisses de Chorges, Montgardin, La Rochette-Pont-Sarrazin, Saint-Apollinaire et Prunières. Les messes dominicales sont célébrées dans les divers lieux de culte de ce regroupement selon un calendrier évolutif. Lorsqu'une messe doit être célébrée à La Bâtie-Neuve, elle l'est actuellement à la chapelle Saint-Pancrace, dans l'attente de la réouverture de l'église paroissiale.

## Culture locale et patrimoine

### Lieux et monuments

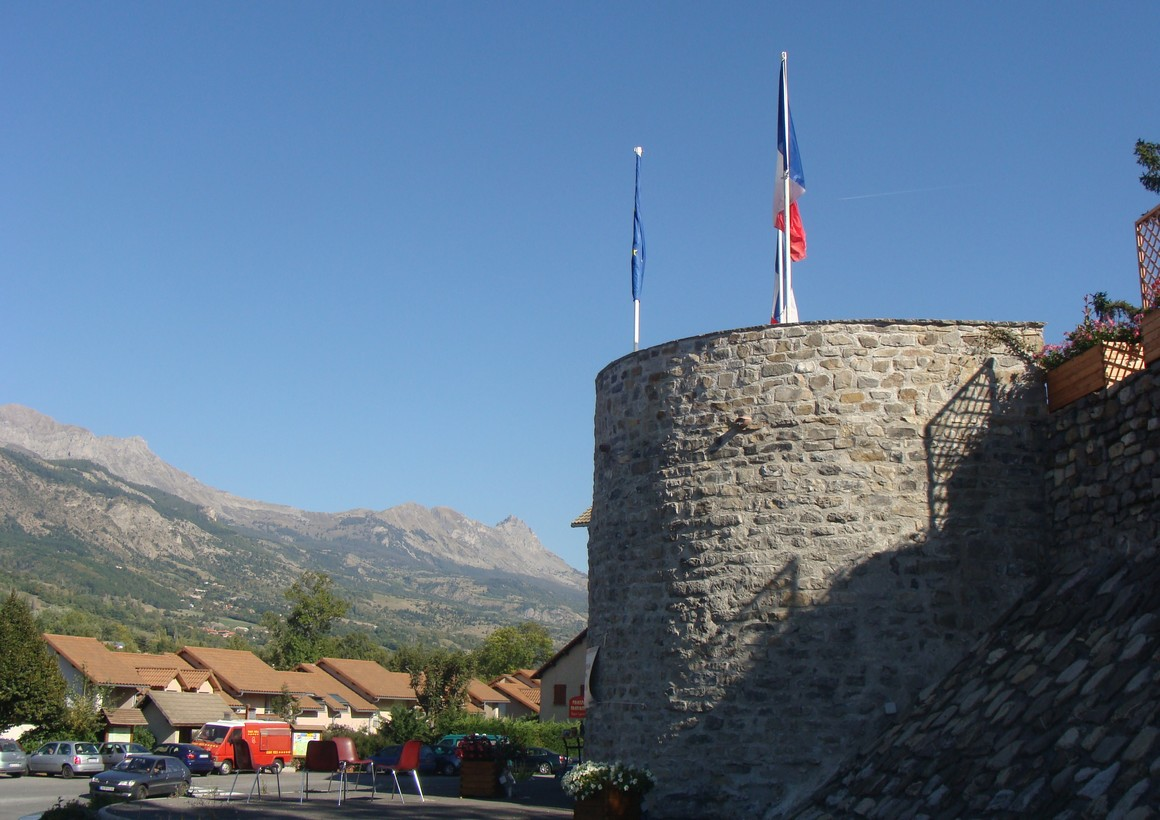
La tour.

- Le vieux village fortifié ; la tour, vestige de l'ancien château.
- L'église paroissiale Notre-Dame-de-Consolation des XVIe et XVIIe siècles, en cours de restauration, est actuellement fermée : la charpente et les voûtes ont été reconstituées, les aménagements intérieurs sont en cours[25]. Le maître-autel, classé au titre des Monuments historiques, est également en cours de réfection. La chapelle Saint-Joseph est accessible par le presbytère.
- La chapelle Saint-Pancrace, ancienne église paroissiale du premier village, proche du cimetière. Entièrement restaurée en 2008[25].
- Le dolmen découvert près de Saint Pancrace au début du vingtième siècle. Sa dalle de couverture est encore visible aujourd'hui.

### Personnalités liées à la commune
- Charles Troesch (1982), prêtre, nommé en septembre 2011 curé de l'ensemble paroissial pour six ans[26],[27].

### Héraldique
| Blason de Bâtie-Neuve (La) | Blason  | D'azur à un château à deux tourelles ajouré et maçonné de sable, à la herse du même et ouvert du champ et à un clocheton d’or sommé d'un pennon de gueules. |
| Blason de Bâtie-Neuve (La) | Détails | Le statut officiel du blason reste à déterminer. |